# 박석고개
박석고개(礡石-)는 서울특별시 은평구에 있는 고개이다. 불광동과 갈현동, 진관동에 걸쳐있으며, 통일로가 고개 위를 지난다. 또한 이 고개는 연신내역과 구파발역 사이에 있다. 인근에는 구파발, 일산행 도로와 연신내, 서울역 측 도로와 갈현동, 수색동행 도로가 있다.
박석고개라는 이름은 돌멩이가 많았던데서 유래된 것으로, 누가 깔았는지에 대해서는 여러 설이 있다.
은평구 은평뉴타운 입주 주민들은 수도권 전철 3호선이 지나가는 위치에 가칭 박석고개역의 설치를 주장하고 있다.

## 같이 보기
- 통일로
- 구파발역
- 진관동
- 은평뉴타운
- 연신내역